# ناحیه پیلیش‌ووروش‌وار
ناحیهٔ پیلیش‌ووروش‌وار (به مجاری: Pilisvörösvári járás) یک ناحیه در مجارستان است که در پِشت واقع شده‌است. ناحیهٔ پیلیش‌ووروش‌وار ۱۳۰٫۸۱ کیلومتر مربع مساحت و ۵۳٬۲۰۱ نفر جمعیت دارد.